# Neutrin
Neutrinul (denumit și neutrino) este o particulă elementară neutră cu spinul 1/2, extrem de ușoară, totuși cu masa mai mare decât 0, care participă doar în procesele intermediate de interacțiunile slabe și gravitaționale. Neutrinul este un lepton. Simbolul său este litera greacă {\displaystyle \nu } (niu).
Existența acestuia a fost postulată de fizicianul Wolfgang Pauli în 1930.

## Istoricul descoperirii
Pauli a postulat în 1930 necesitatea existenței unei particule pentru a reda unele caracteristici observate la dezintegrarea {\displaystyle \beta } a neutronilor, care puneau sub semnul întrebării legile de conservare a energiei și momentului cinetic.
La Congresul Solvay din 1933 Pauli a susținut că aceasta se explică prin faptul că nucleul radioactiv ar emite în același timp cu electronul și o altă particulă care, la sugestia lui Enrico Fermi, a obținut numele de neutrino, ceea ce în italiană înseamnă „micul neutron”.
Pe cale experimentală, neutrinul {\displaystyle \nu } și antiparticula asociată, antineutrin {\displaystyle {\bar {\nu }}}, au fost puse în evidență în 1956 de către Tsung-Dao Lee și Chen Ning Yang.

## Denumirea
În română, substantivul masculin neutrino / neutrin este un împrumut cu etimologie multiplă: franceză, engleză, italiană: neutrino, germană: Neutrino.
Cuvântul neutrino a fost format în italiană, prin derivare de la adjectivul neutro  („neutru”) cu sufixul diminutival  din italiană -ino („-in”).

## Proprietăți
Neutrinul și antineutrinul se obțin prin dezintegrarea beta ({\displaystyle \beta ^{+}} și respectiv {\displaystyle \beta ^{-}}):
{\displaystyle {}_{1}^{1}p\rightarrow {}_{0}^{1}n+e^{+}+\nu }
{\displaystyle {}_{1}^{0}n\rightarrow {}_{1}^{1}p+e^{-}+{\bar {\nu }}.}
Sunt cunoscute trei tipuri de neutrin:
- neutrin electronic, numit și neutrinul electronului (e): νe
- neutrin miuonic, numit și neutrinul miuonului (μ): νμ
- neutrin taonic, numit și neutrinul taonului (τ): ντ.

Fiecare neutrin, la interacțiunea cu alte particule, se poate transforma numai în leptonul asociat.
Neutrinii sunt la fel de răspândiți în Univers ca și fotonii și sunt creați în: dezintegrarea beta, captura electronilor și cea a miuonilor, la dezintegrarea particulelor elementare. Totuși, proprietatea specifică a neutrinului este interacțiunea sa deosebit de slabă cu materia: este cea mai slabă interacțiune din toate interacțiunile cunoscute ale fizicii nucleare. De aceea, deși este foarte răspândit, detectarea neutrinului este extrem de dificilă, el putând să străbată prin toate corpurile „normale” (cum ar fi o macromoleculă, un obiect metalic, corpul omenesc, Soarele, norii cosmici intergalactici), dar fără a interacționa cu acestea și fără a întâmpina vreo piedică.
Proprietatea aceasta a făcut ca în ultimii ani neutrinii să câștige enorm în importanță pentru astronomie și astrofizică, devenind posibilă detectarea exactă a sursei lor cosmice (de exemplu miezul Soarelui, regiunea din spatele unor nori cosmici opaci pentru lumină și altele) cu ajutorul unor aparaturi mari, complexe și speciale, care pot fi considerate a fi telescoape.

### Viteza neutrinilor

#### Experimentul OPERA
Într-un experiment eronat al unui grup de cercetători italieni și francezi făcut cunoscut pe 22 septembrie 2011, experiment care a avut loc într-un laborator subteran situat sub masivul Gran Sasso d’Italia, detectorul OPERA a măsurat un fascicul de neutrini generați la instituția CERN din Geneva, Elveția, la 732 km depărtare. Viteza de deplasare a neutrinilor a rezultat în mod eronat ca fiind superioară vitezei luminii în vid, punând astfel la îndoială un principiu fundamental al teoriei relativității . Conform măsurătorilor cercetătorii au avut impresia că neutrinii au ajuns la destinație cu 60 nanosecunde (ns) mai devreme decât ar fi necesitat lumina pentru aceeași distanță. Repetarea tot de către CERN a experimentului, al cărui rezultat a fost publicat la 17 noiembrie 2011 , a dus la aceeași concluzie. Comentariile în lumea științifică atât asupra unor posibile erori experimentale reziduale, cât și asupra unei eventuale invalidări a teoriei relativității, rămăseseră rezervate.
Peste 80 de propuneri de articole științifice au fost publicate pe arXiv, majoritatea lor oferind explicații teoretice ale rezultatului; doar o minoritate a afirmat în mod corect că experimentul a fost defectuos .
Majoritatea oamenilor de știință rămăseseră sceptici, de exemplu Sheldon Lee Glashow nu acceptă viteza supraluminală a neutrinilor din experimentul OPERA.
Rezultatul experimentului a fost o eroare datorată unui cablu defect.
Dacă neutrinii ar călători prin spațiu cu o viteză supraluminică, cu ocazia supernovei 1987A ei ar fi trebuit să ajungă la noi cu 4,2 ani mai devreme decât lumina supernovei, dar aceasta nu s-a întâmplat. Echipa a ajuns la presupunerea că greșeala din experimentul OPERA se datorează unei fibre optice care transportă semnalul GPS din exterior spre ceasul experimentului: fibra nu era bine fixată . Încă în cursul lunii mai 2012 s-au făcut teste prin alte trei experimente, tot la Grand Sasso, să se repete măsurătorile și să se verifice această presupunere.
La 8 iunie 2012, în cadrul unei conferințe internaționale asupra fizicii neutrinilor și astrofizică organizată la Kyoto, fosta capitală imperială niponă, echipa OPERA a recunoscut că rezultatele sale erau eronate.

#### Experimentul ICARUS
Rezultate noi, publicate online la 15 martie 2012, „sunt compatibile cu sosirea simultană a tuturor evenimentelor cu o viteză egală, aceea a luminii”. Aici însă nu este vorba de o verificare sau repetare a experimentului OPERA, ci de experimentul ICARUS, care a măsurat neutrini pe același traseu CERN - Gran Sasso, dar a folosit un nou tip de detector numit Liquid Argon Time Projection Chamber.
Experimentul ICARUS arată că neutrinii nu pot depăși viteza luminii.

### Neutrini produși în Soare prin ciclul CNO
Energia care întreține existența Soarelui (în general, a stelelor) este rezultatul fuziunii hidrogenului în heliu. Această fuziune are loc prin două procese bine înțelese teoretic: lanțul proton-proton (pp) și ciclul carbon-azot-oxigen (CNO). În 25 noiembrie 2020 a fost publicat rezultatul observării directe de neutrini produși în Soare prin ciclul CNO. Descoperirea, care confirmă predicții teoretice din anii 1930, este considerată de importanță istorică pentru fizica solară și astrofizică.